# David Popovici
David Popovici (Bucarest, 15 de septiembre de 2004) es un deportista rumano que compite en natación, especialista en el estilo libre.
Participó en dos Juegos Olímpicos de Verano, obteniendo dos medallas, en París 2024, oro en 200 m libre y bronce en 100 m libre, y en Tokio 2020 el cuarto lugar en los 200 m libre y el séptimo en los 100 m libre.
Ganó cuatro medallas de oro en el Campeonato Mundial de Natación, en los años 2022 y 2025, una medalla de plata en el Campeonato Mundial de Natación en Piscina Corta de 2022, cuatro medallas de oro en el Campeonato Europeo de Natación, en los años 2022 y 2024, y dos medallas en el Campeonato Europeo de Natación en Piscina Corta, en los años 2021 y 2023.
En agosto de 2022 estableció una nueva plusmarca mundial en los 100 m libre en piscina larga (46,86 s).
En 2022 fue nombrado caballero de la Orden de la Estrella de Rumania. Estudia Psicología en la Universidad de Bucarest.

## Palmarés internacional
| Juegos Olímpicos                    | Juegos Olímpicos      | Juegos Olímpicos  | Juegos Olímpicos |
| Año                                 | Lugar                 | Medalla           | Prueba           |
| ----------------------------------- | --------------------- | ----------------- | ---------------- |
| 2024                                | París (Francia)       | Medalla de oro    | 200 m libre      |
| 2024                                | París (Francia)       | Medalla de bronce | 100 m libre      |
| Campeonato Mundial                  |                       |                   |                  |
| Año                                 | Lugar                 | Medalla           | Prueba           |
| 2022                                | Budapest (Hungría)    | Medalla de oro    | 100 m libre      |
| 2022                                | Budapest (Hungría)    | Medalla de oro    | 200 m libre      |
| 2025                                | Singapur (Singapur)   | Medalla de oro    | 100 m libre      |
| 2025                                | Singapur (Singapur)   | Medalla de oro    | 200 m libre      |
| Campeonato Mundial en Piscina Corta |                       |                   |                  |
| Año                                 | Lugar                 | Medalla           | Prueba           |
| 2022                                | Melbourne (Australia) | Medalla de plata  | 200 m libre      |
| Campeonato Europeo                  |                       |                   |                  |
| Año                                 | Lugar                 | Medalla           | Prueba           |
| 2022                                | Roma (Italia)         | Medalla de oro    | 100 m libre      |
| 2022                                | Roma (Italia)         | Medalla de oro    | 200 m libre      |
| 2024                                | Belgrado (Serbia)     | Medalla de oro    | 100 m libre      |
| 2024                                | Belgrado (Serbia)     | Medalla de oro    | 200 m libre      |
| Campeonato Europeo en Piscina Corta |                       |                   |                  |
| Año                                 | Lugar                 | Medalla           | Prueba           |
| 2021                                | Kazán (Rusia)         | Medalla de oro    | 200 m libre      |
| 2023                                | Otopeni (Rumania)     | Medalla de bronce | 100 m libre      |